# Furano (química)
Furano é um composto orgânico heterocíclico e aromático, produzido quando madeira, como a do pinheiro, é destilada.
O composto é transparente e muito inflamável, evaporando facilmente como o éter comum. É tóxico e possivelmente cancerígeno. Sua reação com hidrogênio, catalisada por paládio, fornece o THF (tetraidrofurano), usado como solvente.
A aromaticidade do furano vem do fato que um dos pares eletrônicos do oxigênio interage com as ligações duplas, gerando uma deslocalização destes elétrons, levando a características semelhantes a do benzeno.
Um composto análogo ao furano é o tiofeno, onde o oxigênio é substituído pelo enxofre, sendo também aromático (mais até que o furano).

## Produção
- A produção comercial do furano é a partir do furfural, quando cataliticamente lhe é removido uma molécula de monóxido de carbono (descarboxilação), após oxidação a ácido furan-2-carboxílico, na presença de ácido sulfúrico.[1]

- No laboratório, é produzido pela desidratação de 1,4 cetonas (reação de Paal-Knorr).

- Uma clássica síntese orgânica de furano é a síntese de Feist-Benary.

## Reações
O furano sofre substituição eletrofílica como o benzeno, sendo porem muito mais reativo. A cloração, por exemplo, ilustra este fato: em temperaturas abaixo de zero o furano reage com cloro produzindo o composto tetraclorado, mantendo as duplas ligações, porém temperaturas mais altas causam a reação nas duplas ligações, como um dieno normal. Esta estabilidade das duplas ligações pode ser aumentada quando substituintes que atraem os elétrons do anel estão ligados a ele, como carbonilas.
Também participa de reações de Diels-Alder, indicando sua baixa aromaticidade.
Sofre polimerização em meio ácido forte, sendo perigosa pela grande liberação de calor. A polimerização do furano e seus compostos é usada em alguns tipos de fibra de vidro e resinas usadas em aviões.